# Kulturhistorisk Leksikon for nordisk middelalder
Kulturhistorisk leksikon for nordisk middelalder er et leksikon udgivet i 22 bind i perioden 1956 til 1978 med artikler på dansk, norsk og svensk af forskellige forskere med relevante faglige kundskaber. Dets geografiske omfang er Norden og det medtager andre emner, blandt andet fra tysk og samisk kultur, i den grad det har påvirket livet i Norden.
Formålet var at være et opslagsværk for forskning og folkeoplysning. Det var først og fremmest beregnet som et opslagsværk for biblioteker, museer og arkiver.
Værket har høj faglig kvalitet, og artiklerne er signeret af forfatterne. Emnerne var ordnet alfabetisk (hvor forholdene krævede det med henvisning til det navn, artiklen af fællesnordiske hensyn havde fået, for at holde emnerne samlede) og hvert artikelemne forsynet med en tekst fra de enkelte lande (de islandske bidrag dog skrevet på dansk og de finske bidrag skrevet på svensk), hvis det ansås relevant. Der er mange henvisninger til anden litteratur, mens statistik mangler og kort og illustrationer i enkel streg forekom kun i begrænset udstrækning; bagest fandtes en liste over anvendte forkortelser og et stort antal sort-hvide billedplancher.
Ledelseskomiteen med en redaktør for hvert land bestod af Johannes Brøndsted, Bernt Hjejle, Lis Jacobsen, Peter Skautrup, John Danstrup (redaktør 1951-57) og Allan Karker (redaktør 1957-78) fra Danmark, Kristján Eldjárn, Þorkell Jóhannesson, Magnús Már Lárusson (redaktør) og Ólafur Lárusson fra Island, Trygve Knudsen, Hallvard Lie, Johan Schreiner, Didrik Arup Seip og Finn Hødnebø (redaktør) fra Norge, Ingvar Andersson, John Granlund (redaktør), Dag Strömbäck, Bengt Thordeman og Elias Wessén fra Sverige samt Gunvor Kerkkonen (redaktør), Aarno Maliniemi og Carl Axel Nordman fra Finland.